# Maria Barrientos i Llopis
Maria Barrientos i Llopis (Barcelona, 4 de març de 1884 - Ziburu, Lapurdi, 8 d'agost de 1946) fou una soprano catalana.

## Primers anys de vida
Nasqué a Barcelona el 4 de març de 1884 –tot i que per error sovint s'esmenta el dia 10–, al carrer de la Diputació, cantonada al d'Aribau. Els seus pares, Antonio Barrientos Muñiz, malagueny, i Esperança Llopis Pascual, de Valls, eren propietaris d'un estanc al mateix carrer. Gràcies a l'estanc, la Maria va poder anar a l'escola. Allà hi va conèixer dues germanes que tocaven el piano. Ella se «saltava» les classes per anar a escoltar com tocaven les noies. Un dia la seva mare se'n va adonar i posà el crit al cel. Afortunadament l'organista de la catedral vivia al mateix carrer i la Maria va poder començar a anar a classes amb ell. El 1889 estudia a l'Escola Municipal de Música, com a deixebla de Pellicer (piano) i Sánchez (violí). Als 9 anys ja havia acabat tots els cursos de solfeig.
La família temia que pogués patir una infecció tuberculosa, ja que la seva salut era fràgil, i li van recomanar realitzar gimnàstica pulmonar. Així doncs, el 1890 començà les seves classes de cant amb Francesc Bonet, amic de la família. El 9 de febrer de 1895 cantà al Palau de les Belles Arts en un concert a càrrec dels alumnes de l'Escola Municipal de Música. La seva interpretació del poema musical La nit del bosch, de Josep Rodoreda, va deixar veure la seva qualitat vocal.

## Inicis
El seu mestre, tot considerant que ja estava preparada per al seu debut, parlà d'ella al Liceu. Estaven preparant Orfeu i Eurídice, de Gluck, i no tenien intèrpret per al paper de Cupido. El mestre Ferrari no hi va estar d'acord i no va obtenir el paper. Li va sorgir una nova oportunitat de la mà del banquer i patrici de les arts Evarist Arnús, propietari del Teatre Líric. El 10 de març de 1898 cantà L'Africaine, de Giacomo Meyerbeer, al Teatre Novedades de Barcelona. El 24 de juliol de 1898 cantà La sonnambula, de Bellini. L'èxit fou tan gran que sis dies més tard fou contractada al Teatre Novedades, on també cantà la mateixa òpera el 30 de juliol del mateix any. A poc a poc es va anar consagrant com una gran cantant. El dia 1 de gener de 1899 debutà al Gran Teatre del Liceu, amb fragments de Lucia di Lammermoor, de Donizetti. Pocs dies després va interpretar l'Elvira de I Puritani, de Bellini al mateix teatre. Un any més tard, el 1900, Leopoldo Mugnone, gran director i concertista, li suggerí traslladar-se a Itàlia per convertir-se en una diva mundial.

## Debut a Itàlia
Havia estalviat prou diners de les seves lliçons i de les seves funcions. Va decidir agafar deu mil pessetes i anar a provar fortuna a Itàlia; si no aconseguia triomfar, tornaria a Barcelona per continuar treballant com a professora de solfeig. Hi arribà un dissabte i ja li digueren que el següent dilluns hi havia audicions al Teatro Lirico de Milà. A l'audició hi havia Massenet, compositor de grans òperes com Manon, Thais i Werther. L'endemà signava un contracte per debutar el 5 de gener amb Lakmé, de Léo Delibes. Se'n segueix una gira artística per Gènova, Roma i Torí.

## Carrera arreu del món
El seu debut anglès fou al Covent Garden de Londres, en el rol de Rossina, de Il barbiere di Siviglia, amb Titta Ruffo com a Fígaro i Alessandro Bonci en el rol del Comte d'Almaviva. L'èxit va ser tan gran que va aconseguir cantar la Dinorah, de Meyerbeer, a la Scala de Milà el 26 de març de 1904, que més endavant tornarà a cantar al Liceu i al Teatro Real de Madrid.
Fou contractada a Sud-amèrica per la seva brillant coloratura, i hi debutà amb Il barbiere di Siviglia. Poc després va venir Rigoletto, i de nou I Puritani, amb grans cantants com Alessandro Bonci, Giuseppe de Lucca i Nazzareno De Angelis. També cantà La sonnambula. Va recórrer tot Sud-amèrica: Montevideo, Rio de Janeiro, Santiago de Xile o São Paulo. A l'Argentina es casà amb Jorge Keen i el 1907 es retirà momentàniament del món líric. Dos anys després va néixer el seu fill Jorge Enrique. El 1911 reaparegué de nou al Teatro Colón de Buenos Aires cantant Lucia di Lammermoor.
El 1916 debutà a Nord-amèrica, el 31 de gener, al Metropolitan Opera House de Nova York. El 7 de maig del mateix any participava a Nova York en el concert a la memòria d'Enric Granados juntament amb Pau Casals, Fritz Kreisler i Ignacy Jan Paderewski. A poc a poc Maria Barrientos començà a venir més a Europa: França, Bèlgica a La Monnaie, Praga, Viena, Budapest…
Cantà amb el gran Enrico Caruso el 7 de febrer de 1917 al Metropolitan Opera House l'òpera Rigoletto, de Verdi. Poc després tornà al Teatre del Liceu amb Il barbiere di Siviglia i La sonnambula. Un any després, el 31 de gener de 1918, cantà de nou, amb Hipòlit Lázaro, al Metropolitan Opera House. Aquest mateix any cantà en el paper de Reina en l'estrena americana d'El gall d'or, de Rimski-Kórsakov. Feu la seva darrera temporada al Teatro Colón de Buenos Aires amb Il barbiere di Siviglia, Don Pasquale, Rigoletto i Lucia di Lammermoor.

## L'Orfeó Català
El 9 de gener de 1913 cantà al concert extraordinari per a la construcció del monument a Jacint Verdaguer. Participà en el viatge històric de l'Orfeó Català a París i Londres el juny de 1914, dirigit per Lluís Millet. Dos artistes catalans se sumaren també al viatge i a col·laborar en els concerts: el violinista Joan Manén i el pianista Blai Net. El concert de Londres va incloure en el seu programa L'Elegia Eterna, que Enric Granados havia dedicat a la cantant. També va gaudir de l'execució que feu de l'Oda Ceciliana junt amb George Walter (tenor), Vicenç Maria de Gibert (organista) i Blai Net (cèmbal).

## Gran Teatre del Liceu
La seva història al Liceu comprèn un període que va des del 1899 fins a la temporada 1917-18. Hi va interpretar:
- Temporada 1902-03: Rigoletto, Lucia di Lammermoor i La traviata.
- Temporada 1905-06: Rigoletto, I puritani i Il barbiere di Siviglia
- Temporada 1908-09: Il barbiere di Siviglia,Lucia di Lammermoor i La sonnambula.
- Temporada 1913-14: Il barbiere di Siviglia i La sonnambula.
- Temporada 1914-15: Cantà per primer cop Dinorah i tornà amb La sonnambula.
- Temporada 1915-16: Cantà per primer cop Lakmé i tornà amb I puritani.
- Temporada 1916-17: Lakmé.
- Temporada 1917-18: Darrera temporada al Liceu, on cantà la seva primera gran obra, La sonnambula.

## Retirada
Es retirà de l'escena l'any 1922. Oferí al Palau de la Música Catalana tres grans concerts amb la clavicembalista Wanda Landowska. També oferiren, per als aficionats, una sessió extraordinària al Palau de la Música en la Diada de Tots Sants, amb la participació també del flautista Esteve Gratacòs.
El març de 1925 tornà a participar en un cicle de concerts al Palau de la Música Catalana, els Tres concerts de Quaresma 1925, junt al pianista valencià Tomàs Terán.

## Premi Maria Barrientos
El dia 10 de novembre de l'any 1922 se celebrà a l'Ajuntament de Barcelona, al Saló de Cent, un premi amb el seu nom, junt amb els mestres Nicolau, Millet i Morera i el President de l'Orfeó Català, Joaquim Cabot, entre d'altres. Havia decidit fundar el premi per ajudar a futurs artistes, alumnes de l'Escola de Música on ella havia fet els seus primers estudis. L'Escola Municipal l'obsequià amb alguns dels seus millors alumnes: J.Giménez (violinista), Margarida Chala (pianista) i Gabriel Rodó i Vergés (violoncel·lista). Ella va cantar, acompanyada pel mestre Lamote, Ah retorna esta dell'oro, de Gluck, i l'ària Zeffiretti lusinghieri, de l'Idomeneo, de Mozart, i L'emigrant, de Vives.

## Extensió vocal
Per a una soprano lleugera era molt important la coloratura, i ella era capaç d'arribar al fa natural, jugant amb el re i el mi natural aconseguint donar-hi volums, intensitats i colors. El seu color era càlid, una qualitat que no era gaire corrent en una veu de coloratura lleugera. Fou molt important l'equilibri tímbric, que era admirable, perquè es combinaven el cristall, el vellut i un lleuger metall. Aquest domini del color tímbric li permetia donar color amb densitat a la primera octava sense forçar. Això va ser de gran ajuda, ja que a la dècada de 1920, no trepitjà més un escenari (d'òpera) i es dedicà al concert. Pel seu color càlid de veu va aconseguir grans resultats en el terreny del lied.

## Vida privada
Entre la Guerra Europea, el seu malaventurat matrimoni i les convulsions polítiques a Espanya feren de Nova York, Buenos Aires i París la seva residència. Parlant de la seva vida sentimental va confessar que no fou feliç i que a més fou una víctima, no de l'amor sinó "d'aquesta institució salvatge i cruel que és el matrimoni indissoluble". Entre 1928-1930 va estar molt en contacte amb Manuel de Falla, amb qui compartia emocions i criteris estètics. Fou en aquesta etapa quan, acompanyada al piano pel mateix Falla, enregistrà per a la Columbia les Siete canciones Populares Españolas, el Soneto a Córdoba i La canción del fuego fatuo. Falla es va exiliar a l'Argentina, on Maria Barrientos tenia la seva càtedra de Cant al Conservatori o escola del Teatre Colón de Buenos Aires. Així varen gaudir d'una gran amistat.
Les atencions que tenia per la seva gola eren simplement reposar molt, restar al llit tot el dia si havia de cantar i no parlar gaire o poc. Al costat del seu llit sempre tenia llibres, quaderns, llapis, i les partitures que havia de cantar a més a més d'alguna beguda tèbia que prenia a petits glops.

## Mort
Després de tants anys de viure a l'Argentina, havia vingut a Europa, a França, amb l'afany d'acostar-se una mica més a la seva terra. Això la portà a Sant Joan Lohitzune, on a Ziburu (Lapurdi), en ple País Basc del Nord, morí el 8 d'agost de 1946, als seixanta-dos anys. Havia viscut intensament, havia triomfat i havia gaudit d'un gran prestigi. Als darrers anys va intentar guiar i aconsellar els cantants joves que acudien a l'Escola del Teatre Colón de Buenos Aires.
Fou la diva catalana per excel·lència, l'herència que després recollirien Graziella Pareto i Mercè Capsir.

## Discografia
No és fàcil de reunir completament sense errors o omissions la seva discografia. Tota la producció enregistrada a 78 revolucions i, pràcticament tota, també del procediment "acústic" podríem dividir-la en dues etapes. La primera, enregistrada probablement entre 1904 i 1914, sota el segell Fonotipia, o sigui, Societat Italiana di Fonotipia-Milano. La segona per la marca Columbia americana o anglesa entre 1915 i 1922. Encara podem comptar amb una tercera etapa amb la marca Columbia publicada a Espanya per la Columbia-Regal, de Sant Sebastià, amb quasi totes les obres de Manuel de Falla enregistrades pel procediment "elèctric" entre 1926 i 1932, la majoria acompanyades al piano pel mateix Manuel de Falla.

### Fonotipia
De l'etapa de Fonotipia, hi ha constància de la numeració que s'ha aconseguit aplegar:
- 39538 Fra Diavolo (Auber) Cavatina de Zerlina: Part I Or son sola. 1906.
- 39539 Fra Diavolo (Auber) Cavatina de Zerlina: Part II Già per la danza. 1906.
- 39503 Dinorah (Meyerbeer) Aria Ombra leggera. Part I. 1905.
- 39504 Dinorah (Meyerbeer) Aria Ombra leggera. Par II. 1905.
- 39461 Mignon (Thomas). Polacca di Filina: Io son Titania.
- 39461 Canzone di Solveig (Grieg). Qual verno sparire.
- 39013 Lakmé (Delibes Aria delle Campanelle. Dov'è l'Indiana Bruna.
- 39011 La sonnambula (Bellini) Cabaletta finale Ah non giunge.
- 39009 La sonnambula (Bellini) Cavatina Amina. Come per me sereno. Part I.
- 39010 La sonnambula (Bellini) Cavatina Amina. Sovra il sen. Part II.
- Rinaldo (Haendel). Lascia ch'io pianga. Grab 1906. aquests El cabo Primero (Caballero) - Yo quiero a un hombre, a piano.
- Rigoletto (Verdi). Caro nome.
- Rigoletto (Verdi). Tutte le feste al tempio amb Riccardo Stracciari.
- Il barbiere di Siviglia (Rossini). Cavatina. Part I. Una voce poco fa.
- Il barbiere di Siviglia (Rossini). Cavatina. Part II. Io sono docile.

### Columbia
A Espanya, Regal, etapa Acústica, entre 1915 i 1922.
- 48627 Lucia di Lammermoor (Donizetti). Rondó i Cadenza amb flauta. Dir.Orquestra: Giorgio Polacco; Flauta: Marshall P.Luisky
- 48641 El gall d'or (Rimski-Kórsakov). Himmne al sol, en francès.
- 48642 Martha (Flotow). Qui sola vergin rosa.
- 48642 Lucia di Lammermoor (Donizetti). Regnava nel silenzio.
- 48651 Le nozze di Figaro (Mozart). Deh vieni non tardar.
- 48649 Rigoletto (Verdi). Caro nome.
- 48650 Mireille (Gounod). Vals.
- 49762 La Sonnambula (Bellini). Ah non credea mirarti.
- 49370 I Puritani (Bellini). Qui la voce sua soave.
- 49371 I Puritani (Bellini). Vien diletto in ciel la luna.
- Rigoletto (Verdi). E il sol dell'anima amb Carlos Hacket, tenor.
- La Traviata (Verdi). Parigi, o cara amb Hipòlit Lázaro,tenor.
- Rigoletto (Verdi). Tutte le feste-Piangi fanciulla amb Ricardo Stracciari, baríton.

### Columbia elèctric
La seva tercera fase. Marca Columbia, pel procediment "Elèctric":
- D.11701 Siete Canciones Españolas (Falla). El Paño Moruno, Seguidilla Murciana, Asturiana. Acompanyades per Manuel de Falla. grav.31 de març de 1926.
- D.11702 Siete Canciones Españolas (Falla). Jota grav. 31 març de 1928. Nana, canción, polo totes amb Manuel de Falla al piano. grav 3 de juny de 1930.
- El amor brujo (Falla). Canción del Fuego Fatuo. piano M. de Falla. grav. 3 de juny de 1930.
- Soneto a Córdoba (Falla), amb M. de Falla, piano.Grav.5 de juny de 1930.

De 1904 a 1906:
- PH 34 La Sonnambula (no s'especifica quin fragment).
- PH 55 Le Nozze di Figaro. Duo amb Vittor Maurel.
- PH 82 I Puritani. Qui la voce sua soave.
- PH 226 Die Zauberflöte. Ària de la Reina en italià.
- PH 1616 Lucia di Lammermoor. Duo amb Zenatello.

No publicats, enregistrats per la Columbia.
- 49112 La perla del Brasile. Charmant oiseau.
- 49113 Martha. Qui sola vergin rosa.
- 49151 Lakmé. Ària de les Campanetes.
- 49354 La Traviata. Parigi o cara. Duo amb Hipòlit Làzaro.
- 49372 La Traviata. Ah! forse ò lui.
- 49386 El gall d'or. Himne al sol
- 49598 Mignon. Polonesa.
- 49611 Rigoletto. Tutte le feste amb Ricardo Stracciari.
- 49612 Il barbiere di Siviglia. Dunque io son amb Riccardo Stracciari.
- 49616 Rigoletto. E il sol dell'anima amb Carles Hackett.
- 49622 La Traviata. Un dí felice, eterea amb Carles Hackett.
- 49782 Rigoletto. Bella figlia amb Hacket, Stracciari i Gordon.
- 49766 Lucia di Lammermoor. Duo Verranno a te sull'aura amb S.Hacket.
- 49768 Lucia di Lammermoor. Sextet Chi mi Frema amb Carles Hacket, Ricardo Stracciari, José Mardones, Meader i Noe.
- 49793 Il Barbiere di Siviglia. Una voce poco fa.
- 49794 Il Barbiere di Siviglia. Io sono docile
- 78363 Rigoletto. Si vendetta, amb Ricardo Stracciari.
- Rinaldo. (Händel). Lascia ch'io pianga.